# Février 1909

## Événements
- René Hanriot fonde la Société des monoplans Hanriot.

- 3 février au 30 mars : Wilbur Wright s'installe à Pau (France) et réalise des vols promotionnels courts mais le plus souvent en présence de personnalités tels les rois d'Espagne et d'Angleterre ou d'autres clients potentiels.

- 9 février : accord franco-allemand sur le Maroc.

- 13 - 14 février (Pays-Bas)[1] : scission du SDAP au Congrès de Deventer.

- 20 février, France : manifeste du futurisme dans le figaro.

- 23 février :
  - John McCurdy pilote le AEA Silver Dart qui est le premier aéroplane à voler en sol canadien.
  - Le nouveau Premier ministre du royaume de Serbie annonce son programme de constitution d’une « Grande Serbie » en revendiquant la Bosnie-Herzégovine, la Dalmatie et la Croatie.

- 26 février : l’Empire ottoman accepte de reconnaître l’annexion de la Bosnie-Herzégovine par l’Autriche-Hongrie. En échange, Vienne renonce à occuper le sandjak de Novi-Bazar.

## Naissances
- 1er février : Huy Kanthoul, premier ministre cambodgien († 13 septembre 1991).
- 3 février : Simone Weil, femme philosophe français († 24 août 1943).
- 4 février : René Gruau, illustrateur de mode († 2 avril 2004).
- 7 février : Anna Świrszczyńska, poétesse polonaise († 30 septembre 1984).
- 10 février : Henri Alekan, chef opérateur français († 15 juin 2001).
- 11 février : 
  - Joseph L. Mankiewicz, réalisateur et producteur américain.
  - Saturnino de la Fuente García, Supercentenaire espagnol († 18 janvier 2022).
- 12 février : Zoran Mušič, peintre et graveur slovène († 25 mai 2005).
- 13 février : Mario Casariego y Acevedo, cardinal espagnol, archevêque de Guatemala († 15 juin 1983).
- 16 février : Hugh Beaumont, acteur, réalisateur et scénariste américain († 14 mai 1982).
- 17 février : Jef Scherens, coureur cycliste belge († 9 août 1986).
- 24 février : August Derleth, écrivain, anthologiste et éditeur américain († 4 juillet 1971).
- 27 février : Boris Mokrousov, compositeur soviétique († 27 mars 1968).

## Décès
- 7 février : Catulle Mendès, écrivain français (° 1841).
- 8 février : Mieczysław Karłowicz, compositeur polonais (° 11 décembre 1876).
- 14 février : Elsie Low, botaniste et enseignante néo-zélandaise (° 25 juillet 1875).
- 17 février :
  - Geronimo, chef indien de la tribu des Apaches Chiricahua, établi aux États-Unis (° 1829).
  - Céleste Mogador, danseuse (° 27 décembre 1824).
- 26 février : Raymond Balze, peintre et pastelliste français (° 4 mai 1818).
- 26 février : Caran d'Ache, dessinateur français (° Moscou 1858)